# Magrane Houston
Magrane Houston was een warenhuis in het hart van het winkelgebied van Boston, Massachusetts. Het warenhuis sloot zijn deuren in 1920. 

## Geschiedenis
Magrane Houston kwam voort uit een in 1842 opgerichte winkel, genaamd George Turnbull and Company. In 1854 werd het bedrijf verkocht aan Knimouth and Company, dat de winkel aanzienlijk uitbreidde. Een aantal jaren later, in 1858,  werd het bedrijf overgenomen door Hogg, Brown en Taylor. 

In 1892 werd de winkel eigendom van James A. Houston en Henderson. Toen Henderson zijn aandeel aan Houston verkocht, was James A. Houston enig eigenaar, waarna de naam van de winkel wijzigde in Houston. In 1906 namen Patrick Byrne Magrane, P.H. Magrane en P.A. O'Connell de winkel in het hart van het winkelgebied in het centrum op de hoek van Washington Street en Temple Place over. De heren Magrane waren reeds eigenaar van het warenhuis P.B. Magrane in Lynn. O'Connell vertrok al snel en werd vanaf 1908 voor lange tijd voorzitter van rivaal E.T. Slattery. 

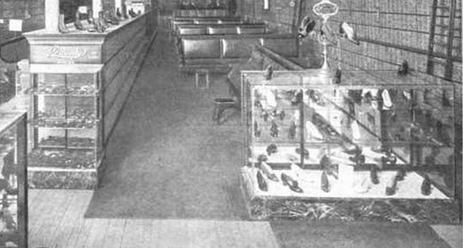
Magrane Houston, schoenenafdeling, circa 1913

De nieuwe eigenaren hielden de naam James A. Houston aan voor de winkel tot 1912, toen de naam werd omgedoopt tot Magrane Houston. In 1917 kondigde Magrane Houston aan dat het de salarissen van werknemers die zich bij de strijdkrachten hadden aangemeld, zou blijven betalen. Magrane Houston sloot in 1920. 
Magrane Houston was betrokken bij een belangrijke rechtszaak over exclusieve handel die in 1922 werd beslecht door het Hooggerechtshof van de Verenigde Staten, Standard Fashion Co. v. Magrane-Houston Co.  Magrane Houston had een contract om exclusief de kledingpatronen van Standard Fashion te verkopen, maar beloofde vervolgens een andere fabrikant ook patronen van hem te verkopen. Standard Fashion spande een rechtszaak aan wegens contractbreuk. Magrane Houston stelde dat het exclusieve contract illegaal was op grond van artikel 3 van de Clayton Antitrust Act. Het Hooggerechtshof oordeelde ten gunste van Magrane Houston en stelde dat de uitsluitingspraktijk tot gevolg had dat de concurrentie op de markt voor kledingpatronen aanzienlijk werd verminderd.